# Myeongnyun-dong, Busan
Myeongnyun-dong (koreanska: 명륜동) är en stadsdel i  Busan, i den sydöstra delen av Sydkorea, 300 km sydost om huvudstaden Seoul. Den ligger i stadsdistriktet Dongnae-gu.